# Мартинівський орнітологічний заказник
Марти́нівський орнітологічний заказник — об'єкт природно-заповідного фонду Харківської області, орнітологічний заказник місцевого значення.
Розташований біля села Мартинівка Берестинського району.
Загальна площа — 160,0 га.
Заказник утворений рішенням Харківської обласної ради народних депутатів від 20 травня 1993 року.

## Опис
Заказник простягається приблизно на 5 км на ділянці заплави річки Берестова біля сіл Мартинівка, Вознесенське та Катеринівка.
Розподіл площі земель заказника за їх категоріями:
- землі сільськогосподарського призначення — 30 га;
- болота — 130 га.

Ґрунти — солончаки та лучні.
До орнітологічного комплексу заплавного лісу, водно-болотного та лучного орнітокомплексів належать рідкісні види птахів, занесені до:
- Червоного списку Міжнародного союзу охорони природи: деркач (Crex crex);
- Червоної книги України: журавель сірий (Grus grus);
- Червоної книги Харківської області: чапля руда (Ardea purpurea), лунь лучний (Circus pygargus), сова болотяна (Asio flammeus), крячок білокрилий (Chlidonias leucopterus).

У заказнику на заплавних озерах розташовуються колоніальні поселення крячків чорного та білокрилого.
У період міграцій територія заказника є місцем відпочинку водно-болотних птахів: гусей, качок, лебедів, мартинів, крячків, куликів, чапель.

## Заповідний режим
Мета створення заказника:
- збереження та відтворення зникаючих видів: лебедя-шипуна, журавля сірого та інших водно-болотних птахів;
- підтримка загального екологічного балансу та забезпечення фонового моніторингу навколишнього природного середовища;
- поширення еколого-освітніх знань.

На території забороняється:
- проведення будь-якої господарської діяльності, яка може завдати шкоди заповідному об'єкту та порушити екологічну рівновагу;
- самочинна зміна меж, зміна охоронного режиму, забруднення території;
- відлов та знищення птахів, тварин, порушення умов їх існування;
- будівництво, розорювання земель, меліоративні роботи;
- заготівля лікарських рослин та технічної сировини;
- збір рідкісних та занесених до Червоної книги України видів рослин, їх квітів і плодів;
- використання хімічних речовин для боротьби зі шкідниками та хворобами рослин;
- зберігання на території заказника (та в двокілометровій зоні навкруги) всіх видів пестицидів та агрохімікатів;
- організація місць відпочинку;
- відвідування території заказника в період розмноження птахів і вигодівлі молоді (з травня до липня);
- прохід та проїзд автотранспорту через територію заказника поза межами доріг, стежок.

Об'єкти збереження — лебідь-шипун, журавель сірий, водоплавні птахи: крячки, качки.
Інші об'єкти збереження — рідкісні та зникаючи види рослин: латаття біле, глечики жовті.
Мисливські тварини — свиня дика (вепр) (Sus scrofa).